# Anedie Azael
Anedie Azael (Lauderhill, 15 settembre 1988) è una modella haitiana, incoronata Miss Haiti 2011 il 27 luglio 2011 presso Port-au-Prince. All'età di sedici anni si è trasferita a Miami per studiare, e dove si è diplomata nel 2006. Al momento dell'incoronazione Anedie Azael era anche una studentessa di Business Management.
In precedenza la Azael aveva accumulato alcune esperienze come modella professionista, lavorando per alcune importanti case di moda come Macy’s, Dior e Carolina Herrera, grazie ad un contratto con l'agenzia di moda Runways di Miami. Inoltre, nell'agosto 2010, Anedie Azael ha fondato l'organizzazione umanitaria Peace Love International, il cui scopo è quello di aiutare le donne ed i bambini di Haiti.
In quanto detentrice del titolo nazionale, Anedie Azael, che è alta un metro e settantasei, è la rappresentante ufficiale di Haiti per Miss Universo 2011, che si è tenuto a São Paulo, Brasile il 12 settembre 2011.